# ユーモア (アルバム)
『ユーモア』は、back numberのメジャー6枚目のオリジナル・アルバム。2023年1月17日にユニバーサルシグマより発売された。

## 解説
前作『MAGIC』から約3年10か月ぶりのオリジナル・アルバム。前作以降に発表されたシングル「エメラルド」「怪盗」「水平線」「黄色」「ベルベットの詩」「アイラブユー」を含む全12曲収録。
メジャー・デビュー以降に発売されたオリジナル・アルバムはすべてCDシングル表題曲が3曲以上収録されていたのに対し、本アルバムは「黄色」1曲のみとなっており、12曲中11曲が初CD化となっている。また、21stシングル「黄色」のカップリング「勝手にオリンピック」とFC限定CD「女王の猿」は未収録となった。
2021年のファンクラブツアー「one room party vol.6」より披露されていた「赤い花火」が初音源化。
アルバム作品では初めて、CD発売とストリーミング配信が同時に行われた。
初回限定盤Aには2022年4月から9月に行われたアリーナツアー「back number SCENT OF HUMOR TOUR 2022」より2022年9月8日に開催された幕張メッセ国際展示場9・10・11ホール公演の模様を全曲収録。

## 制作
楽曲の制作は2019年にリリースの前作『MAGIC』発売および全国ツアー終了後すぐに開始された。

## ツアー
本アルバムを引っ提げて2023年3月から4月より初の5大ドームツアー「back number in your humor tour 2023」を開催した。

## チャート成績
『ユーモア』は、2023年1月30日付のオリコン週間ランキングでは初動140,025枚を売り上げ、週間1位にランクインした。また、Billboard Japan Hot Albumsでは、CDセールスとダウンロードの2部門を制覇する形で総合チャートにて初登場1位を獲得した。

## 収録曲
| 全作詞・作曲: 清水依与吏。 |                             |            |            |                          |      |
| #                          | タイトル                    | 作詞       | 作曲・編曲 | 編曲                     | 時間 |
| 1.                         | 「秘密のキス」              | 清水依与吏 | 清水依与吏 | back number              | 4:06 |
| 2.                         | 「怪盗」                    | 清水依与吏 | 清水依与吏 | back number & 小林武史   | 3:17 |
| 3.                         | 「アイラブユー」            | 清水依与吏 | 清水依与吏 | back number & 小林武史   | 3:56 |
| 4.                         | 「ゴールデンアワー」        | 清水依与吏 | 清水依与吏 | back number              | 3:09 |
| 5.                         | 「黄色」                    | 清水依与吏 | 清水依与吏 | back number & 小林武史   | 4:56 |
| 6.                         | 「添い寝チャンスは突然に」  | 清水依与吏 | 清水依与吏 | back number & 柿澤秀吉   | 1:28 |
| 7.                         | 「Silent Journey In Tokyo」 | 清水依与吏 | 清水依与吏 | back number              | 3:51 |
| 8.                         | 「エメラルド」              | 清水依与吏 | 清水依与吏 | back number & 蔦谷好位置 | 3:44 |
| 9.                         | 「ベルベットの詩」          | 清水依与吏 | 清水依与吏 | back number & 亀田誠治   | 4:15 |
| 10.                        | 「赤い花火」                | 清水依与吏 | 清水依与吏 | back number              | 3:33 |
| 11.                        | 「ヒーロースーツ」          | 清水依与吏 | 清水依与吏 | back number & sugarbeans | 4:44 |
| 12.                        | 「水平線」                  | 清水依与吏 | 清水依与吏 | back number & 島田昌典   | 4:49 |

### 初回限定盤

#### A
- DVD×2 or Blu-ray
- 「back number “SCENT OF HUMOR TOUR 2022”」at 幕張メッセ国際展示場 9・10・11ホール 2022.09.08

本編
1. 怪盗
2. 泡と羊
3. アップルパイ
4. オールドファッション
5. エメラルド
6. MOTTO
7. 赤い花火
8. HAPPY BIRTHDAY
9. 風の強い日
10. サマーワンダーランド
11. 恋
12. 黄色
13. 勝手にオリンピック
14. 003
15. 半透明人間
16. sympathy
17. 瞬き
18. 水平線
19. 高嶺の花子さん
20. スーパースターになったら

アンコール
1. 僕の名前を
2. 日曜日
3. そのドレスちょっと待った

特典映像
- Documentary of back number “SCENT OF HUMOR TOUR 2022”

#### B
- CD×2 + DVD or Blu-ray
- 特典CD「清水依与吏 弾き語りCD “依与吏の部屋”」

1. ヒロイン
2. 花束
3. ハッピーエンド
4. 手紙
5. クリスマスソング
6. 西藤公園
7. チェックのワンピース

- MUSIC VIDEO CLIPS

1. 水平線
2. エメラルド
3. 怪盗
4. 黄色
5. ベルベットの詩
6. アイラブユー
7. 水平線 (SCENT OF HUMOR TOUR 2022 Ver.)

## 楽曲解説
1. 秘密のキス
2. 怪盗
日本テレビ系水曜ドラマ『恋はDeepに』主題歌
配信限定シングルとして2021年5月24日にリリースされていた。
3. アイラブユー
NHK 連続テレビ小説『舞いあがれ!』主題歌
配信限定シングルとして2022年10月24日にリリースされていた。
4. ゴールデンアワー
5. 黄色
21stシングルの表題曲。
Abema TV『虹とオオカミには騙されない』主題歌
6. 添い寝チャンスは突然に
柿澤秀吉との共同プロデュース。1分台の短い曲になっている。
7. Silent Journey in Tokyo
8. エメラルド
TBS系日曜劇場『危険なビーナス』主題歌
配信限定シングルとして2020年10月12日にリリースされていた。
9. ベルベットの詩
映画『アキラとあきら』主題歌
配信限定シングルとして2022年8月26日にリリースされていた。
10. 赤い花火
ライブでは2021年のファンクラブツアー「one room party vol.6」と2022年のアリーナツアー「SCENT OF HUMOR TOUR 2022」でともに演奏された。
11. ヒーロースーツ
12. 水平線
令和2年度全国高等学校総合体育大会（インターハイ）応援ソング
2020年8月18日にYouTube上にリリックビデオが投稿され、配信限定シングルとして2021年8月13日にリリースされていた。

## 演奏
- 清水依与吏
  - Guitar, Vocal & Chorus
  - Tambourine (#1.2.4.6.7.10.11.12)
- 小島和也：Bass
- 栗原寿 ：Drums
- 小林武史
  - Keyboards (#2.5)
  - Piano (#3)
  - Strings Arrangement (#2.3.5)
- 四家卯大：Cello, Strings Arrangement, Strings Score (#2.3.5)
- 沖祥子、下川美帆：1st Violin (#2.3.5)
- 伊勢三木子：1st Violin (#2.5)
- 田島朗子：1st Violin (#2)
- 南條由起、谷口いずみ：1st Violin (#3)
- 今井博子
  - 1st Violin (#5)
  - 2nd Violin (#2)
- 原田百恵実：2nd Violin (#2.3.5)
- 鈴木順子：2nd Violin (#3.5)
- 菊地幹代：Viola (#2)
- 青木史子：Viola (#2.5)
- 志賀恵子：Viola (#3)
- 島岡万理子：Viola (#3.5)
- 柿澤秀吉：Guitar, Organ (#6)
- 朝倉真司：Percussion (#7)
- 蔦谷好位置：Keyboards & Programming (#8)
- 皆川真人：Piano (#9)
- 真砂陽地：Trumpet (#11)
- 川原聖仁：Trombone (#11)
- 安藤康平：Saxophone (#11)
- sugarbeans：Organ, Timpani, Horn Arrangement, Strings Arrangement (#11)
- 岡村美央ストリングス：Strings (#11)
- 島田昌典：Acoustic Piano, Strings Arrangement, Strings Score (#12)
- 室屋光一郎、徳永友美、柳原有弥、ビルマン聡平、楢村海香：1st Violin (#12)
- 上里はな子、小寺里奈、申愛聖：2nd Violin (#12)
- 馬渕昌子、萩谷金太郎：Viola (#12)
- 堀沢真己、水野由紀：Cello (#12)